# Tecution planum
Tecution planum is een spinnensoort uit de familie van de Cheiracanthiidae.
De wetenschappelijke naam van de soort werd in 1873 als Cheiracanthium planum gepubliceerd door Octavius Pickard-Cambridge.